# Kazuyoshi Funaki
Kazuyoshi Funaki (en japonès: 船木和喜, Funaki Kazuyoshi) (Yoichi, Hokkaidō, Japó 27 d'abril de 1975) és un saltador amb esquís japonès, ja retirat, que destacà en la dècada del 1990. Va participar en els Jocs Olímpics d'Hivern de 1998 realitzats a Nagano (Japó), on aconseguí guanyar tres medalles olímpiques: la medalla d'or en la prova de salt llarg des del trampolí de 120 m. i en la prova realitzada per equips, i la medalla de plata en el salt normal des del trampolí de 90 metres. En els Jocs Olímpics d'Hivern de 2002 realitzats a Salt Lake City (Estats Units) fou cinquè en la prova per equips, setè en el salt llarg i novè en el salt normal. Al llarg de la seva carrera ha guanyat 14 proves de la Copa del Món de salt amb esquís, aconseguint així mateix la victòria en el Torneig dels Quatre Trampolins en la temporada 1997/98. En el Campionat del Món d'esquí nòrdic ha guanyat quatre medalles, destacant la victòria l'any 1999 en la prova individual de salt normal.